# Сноускейт

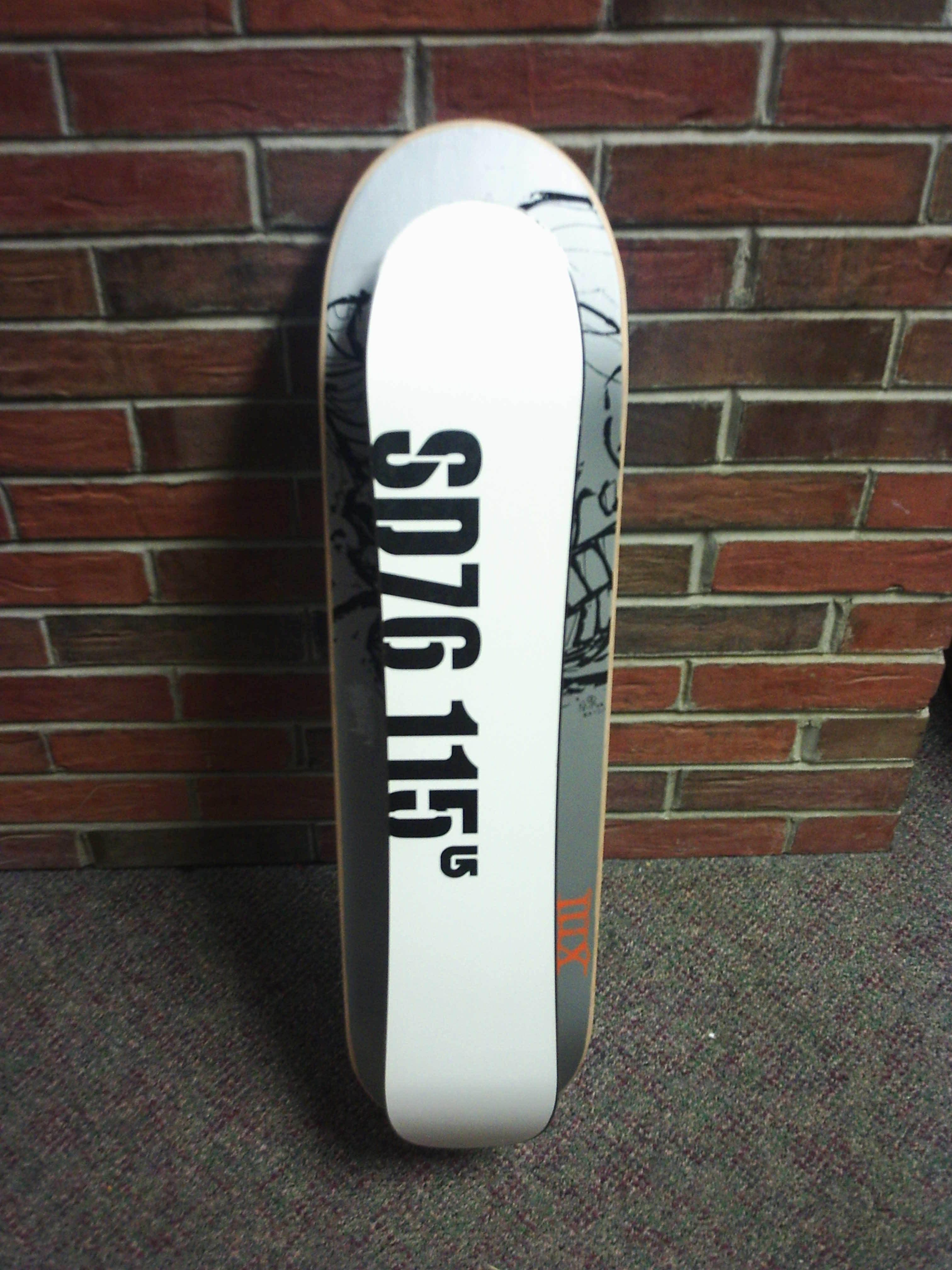
Сноудек SD76 115 от Burton Snowboards

Сноускейт (англ. snowskate) — спортивный снаряд для езды по снегу. Конструкция содержит в себе элементы сноуборда, скейтборда, лонгборда, сёрфа. Существует несколько видов сноускейтов, но объединяет их все отсутствие креплений для ног и дека наподобие скейтборда с резиновой водонепроницаемой поверхностью для лучшего сцепления с обувью райдера.

## Разновидности

### Single Deck
Этот вид обычно именуют просто сноускейт. Представляет собой увеличенную деку скейтборда с более загнутыми носом и хвостом. Изготовлены обычно из ламинированного дерева с пластиковым днищем или полностью из прочного пластика. На дне имеет пазы для удобства движения по снегу и для катания на рейле. Сингл дек предпочтителен для катания в городе, в парках и редко используется на крутых склонах. Используется для трюков скейтбордистов зимой. Впервые появился на рынке в 1998 году под маркой Premier Snowskates и продвигался Энди Вульфом, бывшим сноубордистом из команды Nitro.

### Double Deck (Snowdeck, Bideck, Bi-level)
Имеет деку скейтборда с одной лыжей, проходящей под всем сноускейтом. Лыжа (сабдека) крепится к верхней деке (топдеке) с помощью креплений. Существуют некоторые разновидности бидеков. Более вытянутые предпочтительны для горного катания, короткие — для приёмов и трюков.
Различия в терминах возникли из-за авторских прав. Считается, что идея бидека, примерно в том виде, в котором он существует сейчас, принадлежит скейтбордисту Стивену Фринку, который в 1994 году на вечеринке с сожжением досок приделал сломанную лыжу к старой скейтборд деке. В 2001 году, после многих прототипов, был выпущен первый бидек под маркой «Bi-Deck Snoskates». Примерно в это же время в 2001 году компания Burton Snowboards представила свой первый сноускейт «Junkyard Snowdeck», получивший широкое распространение благодаря раскрученности бренда Burton. В настоящее время бидеки часто называют просто сноускейтами. Так их называют практически все производители double deck сноускейтов - Ralston Snowskates, Hovland Snowskates, Predog Snowskates и другие.

### 4x4
Лыжи, которые устанавливаются на лонгборд вместо колёс. Их можно легко приделать к стандартным осям скейтборд/лонгборд повесок. Доска получатся намного стабильнее стандартного    сноускейта, но менее поворотливая и более требовательная к состоянию склона. Техника катания полностью повторяет лонгборд - можно гнать в таке, слайдить с перчатками и делать длинные стендап слайды.

### Powderskate
Напоминает горную лыжу, расширенную и утолщенную к носу.